# إدموند براون
إدموند براون (بالإنجليزية: Edmund Browne)‏ هو نقابي أيرلندي، ولد في 1937.